# ジェフ・モリス
ジェフ・モリス（Jeff Morris,  1934年9月20日 - 2004年7月12日）は、アメリカ合衆国の俳優である。

## 来歴
1934年、ミズーリ州のセントジョセフに生まれる。その後はテキサス州のラボックで育った。高校を卒業後、役者を目指してハリウッドへ渡り、レストランの駐車係などを経て1958年にドロシー・プロヴァイン主演の『The Bonnie Parker Story』の端役で映画デビューを果たした。1960年代に入ってからはコンスタントに出演作品を増やしていき、映画のほかにもテレビドラマのゲスト出演などでキャリアを構築。『ゴーイング・サウス』で監督と主演を務めたジャック・ニコルソンと知り合って以来、その後も数作品で共演を果たしている。
出演作品で特に知られているのは、1980年にコメディアンのジェームズ・ベルーシとダン・エイクロイドが主演したコメディ映画『ブルース・ブラザース』で、同作品ではベルーシらが演じるエルウッド兄弟に騙されるカントリー酒場の店主ボブを演じた。1998年に製作された同作の続編『ブルース・ブラザース2000』でも同役で続投している。

### 死去
2004年、カリフォルニア州のロサンゼルスで癌のため死去。69歳だった。

## 出演作品

### 映画
- The Bonnie Parker Story (1958)
- Paratroop Command (1959)
- 拳銃に泣くトム・ドーリイ The Legend of Tom Dooley (1959)
- The Long Rope (1961)
- 恋のKOパンチ Kid Galahad (1962)
- 36時間 36 Hours (1964)
- 戦略大作戦 Kelly's Heroes (1970)
- ペイデイ Payday (1973)
- バンジョー・ハケット Banjo Hackett: Roamin' Free (1976) ※テレビ映画
- ガントレット The Gauntlet (1977)
- ゴーイング・サウス Goin' South (1978)
- Dan August: Murder, My Friend (1980) ※テレビ映画
- ブルース・ブラザース Blues Brothers (1980)
- ボーダー The Border (1982)
- 黄昏に燃えて Ironweed (1987)
- The Freeway Maniac (1989)
- 黄昏のチャイナタウン The Two Jakes (1990)
- クロッシング・ガード The Crossing Guard (1995)
- Too Much Sleep (1997)
- ブルース・ブラザース2000 Blues Brothers 2000 (1998)
- スーザンズ・プラン　殺せないダーリン Susan's Plan (1998)
- The Homecoming of Jimmy Whitecloud (2001)
- N.Y.式ハッピー・セラピー Anger Management (2003)

### テレビドラマ
- ゼイン・グレイ・シアター Zane Grey Theater (1960)
- 拳銃街道 Tales of Wells Fargo (1961, 1962)
- デス・ヴァレー・デイズ Death Valley Days (1962 - 1969)
- コンバット! Combat! (1962)
- ミステリー・ゾーン Twilight Zone (1963)
- ベン・ケーシー Ben Casey (1964)
- Dundee and the Culhane (1967)
- ボナンザ Bonanza (1968 - 1972)
- 警部ダン・オーガスト Dan August (1971)
- 私立探偵バニヨン Banyon (1971)
- マニックス Mannix (1971)
- スパイ大作戦 Mission: Impossible (1971, 1972)
- 鬼警部アイアンサイド Ironside (1971, 1972, 1974)
- ザ・マジシャン The Magician (1973)
- バーバリー・コースト Barbary Coast (1975)
- The Yellow Rose (1984)